# Storgosia

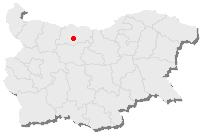
Lage von Storgosia in Bulgarien

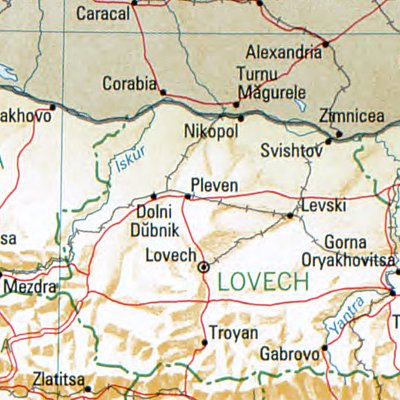
Storgosia – Bulgarien – Nachbarorte: Lowetsch, Mesdra, Trojan, Gabrowo, Swischtow, Nikopol

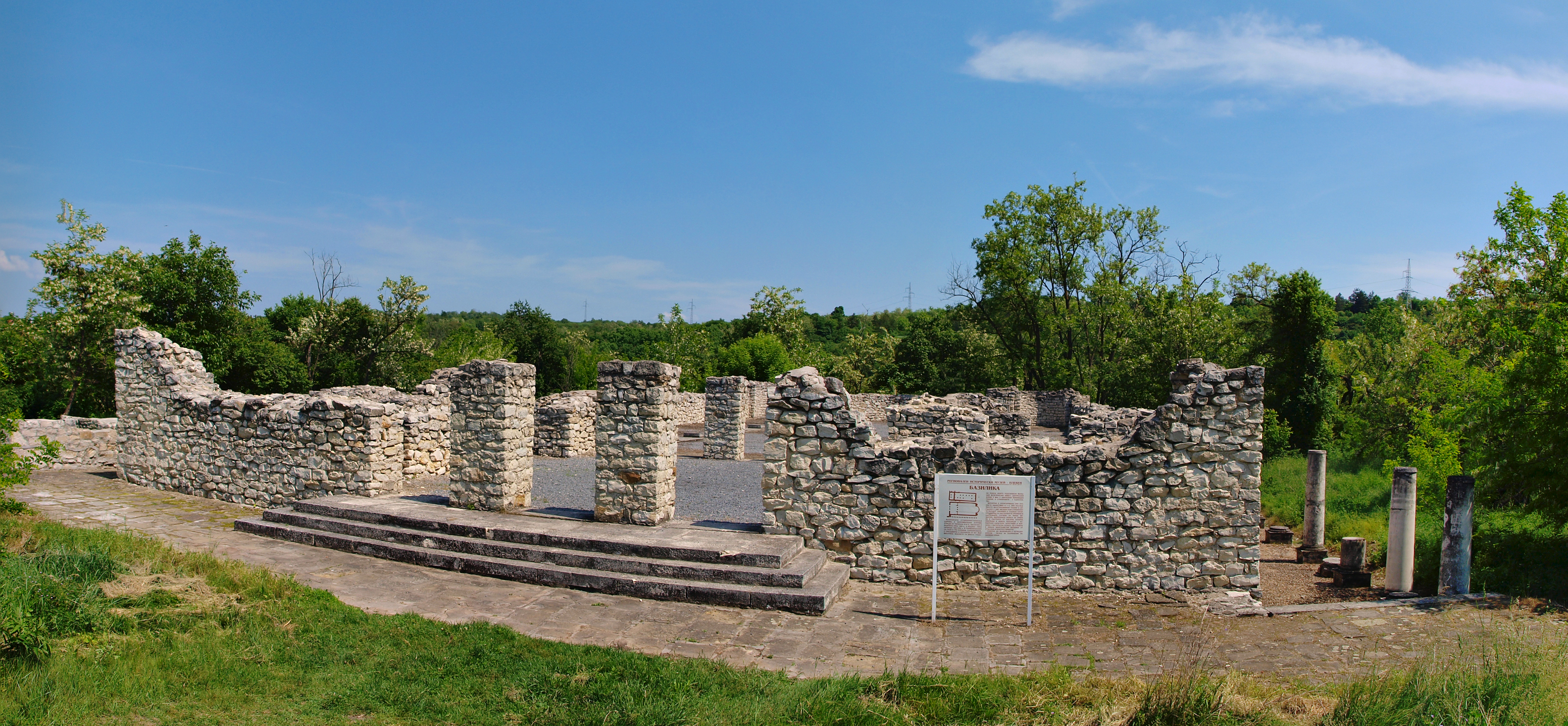
Konservierte Mauerreste in Storgosia

Storgosia (bulgarisch Сторгозия) war ein spätantikes Kastell sowie eine frühbyzantinische und mittelalterliche Festung und Siedlung, die ihren Ursprung in einer römischen Wegestation hatte. Sie liegt heute in Plewen in Nordbulgarien – im Kajlaka-Park (bulg. Кайлъка) und in der Kajlaka-Schlucht. Der ursprüngliche Name der Stadt Plewen war Storgosia. Der heutige Name Plewen wurde erstmals 1266 in Dokumenten erwähnt.

## Geschichte
Bereits im 2. und 1. Jahrtausend v. Chr. gab es Siedlungen im Bereich des Kajlaka-Parks aus der Steinzeit und Bronzezeit. Im 1. Jahrtausend v. Chr. war hier eine thrakische Siedlung unter dem Namen Storgosia, der dann von den Römern übernommen wurde.
Später lag hier eine Vexillation der Legio I Italica die ihren Hauptstützpunkt in Novae (heute Swischtow) hatte. Die günstigen wirtschaftlichen Bedingungen der wachsenden Siedlung übten eine Sogwirkung auf die Bevölkerung aus den umliegenden kleinen Dörfern aus.
Das Militärlager in Storgosia wuchs allmählich und wurde in der Spätantike zur Festung – wegen der Einfälle der Goten und anderer Barbarenstämme nach 238 n. Chr., die über mehrere Jahrhunderte immer wieder in die Balkanterritorien des Römischen Reiches einfielen und die ethnische Zusammensetzung und die politische Lage der Region grundlegend veränderten. Diese Einfälle übten wahrscheinlich eine noch größere Sogwirkung auf die umliegende Bevölkerung aus, die Schutz suchte in der Umgebung von Storgosia, auf der natürlich geschützten Fläche, die heute den Kajlaka-Park darstellt.
Anfang des 4. Jahrhunderts waren 31.000 m² befestigt und von einer 2,20 m dicken Festungsmauer umgeben – aus Bruchsteinen und Mörtel.
Bei archäologischen Grabungen wurden zwei Tore, drei Verteidigungstürme, Wohngebäude, eine große Basilika (45,2 × 22,2 m, drei Kirchenschiffe, drei Apsiden, eine Kolonnade auf der Südseite) aus dem 4. Jahrhundert und ein öffentliches Kornhaus entdeckt. Wahrscheinlich lag Storgosia im heutigen Stadtzentrum von Plewen.
Nach der Zerstörung durch Hunnen wurde die Siedlung unter Kaiser Justinian I. im 6. Jahrhundert wieder aufgebaut.
Die Festung existierte bis zum Ende des 6. Jahrhunderts, dem Beginn der Besiedlung durch die Slawen, die vom 6. Jahrhundert bis Mitte 7. Jahrhundert dauerte. Die Stadt mit dem Namen Kajlika (Kajluka, bulg. Кайлъка) wurde von den Slawen wieder aufgebaut und in Kamenez (Kamenec, „Kalksteinklippe“) umbenannt. Nördlich von Kamenez entstand eine weitere Siedlung, die den Namen Plewen trug (Wortstamm: Unkraut – z. B. tschechisch: Plevel = Unkraut). Beide Siedlungen vereinigten sich später.
Nördlich davon entstand eine zweite Siedlung mit dem Namen Pleven (von plevel – Unkraut). Später vereinigten sich beide Siedlungen und wurden 1266 erstmals unter Pleven urkundlich erwähnt, als dieses von den Magyaren eingenommen wurde.
Die erste urkundliche Erwähnung von Plewen stammt von 1266, als die Stadt von den Magyaren eingenommen wurde. Ab 1270 wurde der Name Plewen verwendet. Plewen war später für das Osmanische Reich eine wichtige Festung. Allerdings ist die Festung Plewen nicht mit der Festung Storgosia identisch.
Die archäologischen Funde von Storgosia – Keramik, Waffen, Münzen – und in seiner Nekropole zeugen davon, dass die befestigte Siedlung bis zum Ende des 6. Jahrhunderts weiterexistiert hat.
Ein Stadtviertel von Plewen trägt heute den Namen Storgosia (жк Сторгозия), ebenfalls gibt es ein Hotel Storgosia.
Nach einer "Aufräumaktion" 1985, bei der der Pflanzenbewuchs beseitigt wurde – Gras, Sträucher, Bäume – wurde nichts weiter unternommen und die Gegend verkam wieder. Die Festung Storgosia wurde 2005 mit Unterstützung von EU-Geldern (über 38.600 Euro) aus dem PHARE-Programm zur Beitrittsvorbereitung Bulgariens zur EU rekonstruiert.
Seit 2012 ist der Storgosia-Nunatak im Grahamland in der Antarktis nach dieser Ortschaft benannt.